# Strullendorf
Strullendorf település Németországban, azon belül Bajorországban. Lakosainak száma 7875 fő (2023. december 31.).

## Népesség
A település népessége az elmúlt években az alábbi módon változott:
| Lakosok száma | 839  | 1656 | 4291 | 6489 | 7783 | 7806 | 7926 | 7947 | 7937 | 7875 |
|               | 1875 | 1950 | 1975 | 1987 | 2012 | 2014 | 2016 | 2017 | 2021 | 2023 |